# Апостолис, Николис
Николис Апостолис (греч. Νικολής Αποστόλης; 1770, о. Псара — 1827, о. Эгина) — греческий адмирал, видный участник Освободительной войны Греции 1821—1829 годов, командующий флотом острова Псара.

## Биография
Николис Апостолис родился на острове Псара в 1770 году. В молодости участвовал в морских боях в Архипелаге против турок, под командованием Ламброс Кацонис, включая сражение при острове Андрос в 1790 году. В дальнейшем Апостолис разбогател, став сначала капитаном, а затем главным капитаном в судоходной компании судовладельца Раллиса с острова Хиос. Апостолис был посвящён в 1818 году в Одессе в Филики Этерия.
Греческая революция, которую подготавливала Филики Этерия, разразилась в феврале-марте 1821 года. Псара восстала одной из первых среди греческих островов. 10 апреля 1821 года Апостолис предоставил революционному флоту 6 своих кораблей и большую сумму. Учитывая его вклад и боевой опыт с Кацонисом, псариоты избрали его командующим флотом. Флот Псары под командованием Апостолиса, выступил 20 апреля и сразу по выходе захватил турецкий транспорт с 200 солдатами, шедший на Пелопоннес. Флотилия псариотов направилась к малоазийским берегам и атаковала в порту города Смирна (Измир) 7 тысяч турок, которые грузились на транспорты для отправки на Пелопоннес: 1 транспорт был потоплен, 4 захвачены. 450 пленных турок были доставлены на Псару.
При разрушении острова Псара османским флотом и армией в 1824 году (Псарская резня) Апостолис командовал обороной острова. Сам Апостолис и его сыновья выжили, но его жена и дочь попали в рабство. Апостолис командовал флотом Псары в сражениях при Самосе, Косе, Аликарнассосе, Митилини, Крите, Каво-д’Оро и в заливе Геронтас.
После разрушения Псары его семья обосновалась на острове Спеце, а затем на острове Сирос. Сам Апостолис, заболев, умер на острове Эгина 6 апреля 1827 года. Его останки были перезахоронены в монастыре Богородицы на острове Порос

## Память

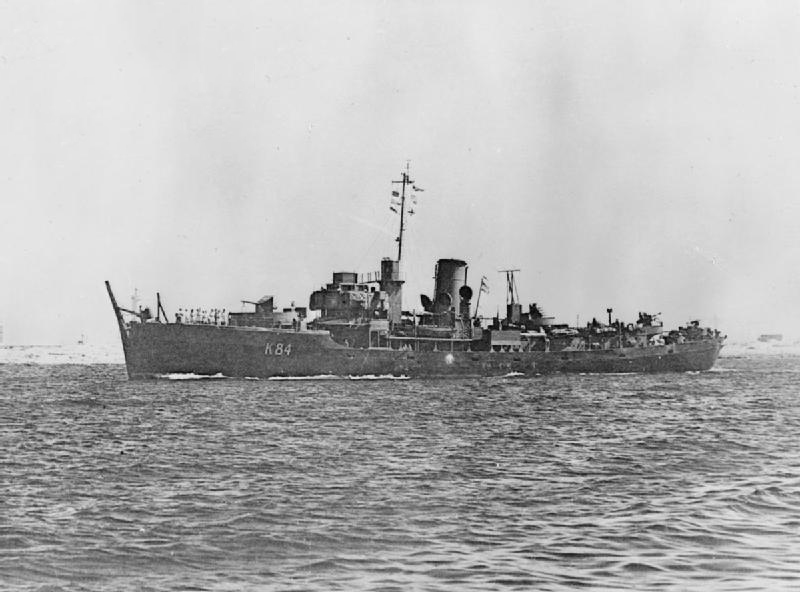
HMS Hyacinth (K84)

- Именем адмирала была названа канонерка построенная в 1833 году на базе ВМФ Греции на острове Порос.
- Переданный во время Второй мировой войны, в 1943 году, греческому ВМФ британский корвет HMS Hyacinth (K84) получил имя адмирала Апостолиса.